# Chouious tianzeus
Chouious tianzeus är en insektsart som beskrevs av Yang 1991. Chouious tianzeus ingår i släktet Chouious och familjen dvärgstritar. Inga underarter finns listade i Catalogue of Life.